# تایی (وبگاه)
تایی یک وبگاه خبری روزانه و مستقل است که در ونکوور، بریتیش کلمبیا، کانادا قرار دارد. در نوامبر ۲۰۰۳ به عنوان جایگزینی برای رسانه‌های شرکتی تأسیس شد. مقالات وبگاه تایی بر سیاست، فرهنگ و زندگی تمرکز دارند.
تایی توسط دیوید بیرز، نویسنده و ویراستار سابق مجله ونکوور سان تأسیس شد. در طول سال‌ها، این رسانه نه تنها به دلیل پوشش خبری، بلکه به دلیل مدل مالی غیرسنتی خود نیز توجهات زیادی را به خود جلب کرده است. آزمایشگاه نیمان این وبگاه را به یکی از «عجیب و قریب‌ترین» استراتژی‌های درآمدی که تا به حال دیده شده تبدیل کرده است، شامل تبلیغات، کمک‌های مالی و فروش سهام و در مدل تأمین مالی خود، حتی فضای اتاق‌های خبر خود را اجاره می‌دهد.

## تاریخچه
دیوید بیرز در سال ۲۰۰۱ از سمت ویراستار ویژگی‌ها در ونکوور سان از سراسر املاک کانوست گلوبال اخراج شد. بیرز گفته است: «زمانی که من اخراج شدم، یک زنگ بیدارباش بود زیرا بعد از ۱۱ سپتامبر مطالبی را صریح می‌نوشتم - فکر نمی‌کردم این مطالب رادیکال هستند، اما لحن جنجالی بسیاری از مفسران و سیاستمداران در کانادا و آمریکا را به چالش کشید.»
تایی در نوامبر ۲۰۰۳ ایجاد شد. ساختار اصلی گزارش‌های آن «گزارش‌های تحقیقاتی بود که هیچ‌کس دیگری انجام نمی‌دهد، که حاوی دیدگاه‌های تازه از سراسر بریتیش کلمبیا است.»